# Angélique Bernard
Angélique Bernard foi a 17ª comissária do território canadense de Yukon, no Canadá, entre 12 de março de 2018 e 31 de maio de 2023. Foi a pessoa mais jovem a servir como comissária para qualquer um dos três territórios do norte do Canadá e a primeira Franca-Yukonner (pessoa de origem francesa que nasceu ou vive no Yukon) a servir como comissária.